# Vozera Volasa
Vozera Volasa (vitryska: Возера Воласа) är en sjö i Belarus.   Den ligger i voblasten Vitsebsks voblast, i den norra delen av landet, 210 km norr om huvudstaden Minsk. Vozera Volasa ligger 127 meter över havet. Arean är 3,3 kvadratkilometer. Den sträcker sig 2,6 kilometer i nord-sydlig riktning, och 2,1 kilometer i öst-västlig riktning.
I omgivningarna runt Vozera Volasa växer huvudsakligen savannskog. Runt Vozera Volasa är det glesbefolkat, med 16 invånare per kvadratkilometer.